# Katja Rabe
Katja Rabe (* 13. August 1978 in Magdeburg) ist eine ehemalige deutsche Triathletin. Sie ist Deutsche Meisterin auf der Triathlon-Langdistanz (2009).

## Werdegang
Katja Rabe konnte 2006 auf der Mitteldistanz in Köln gewinnen.
2005 wechselte sie auf die Langdistanz (3,86 km Schwimmen, 180,2 km Radfahren und 42,195 km Laufen) und ging im Juli beim Ironman Germany (Ironman European Championships) an den Start und belegte den 34. Rang.

### Deutsche Triathlon-Meisterin Langdistanz 2009
Vier Jahre später, im Juli 2009, wurde sie in Roth Deutsche Triathlon-Meisterin auf der Langdistanz. Sie startete für den Verein SC Poseidon Koblenz. Seit 2015 tritt sie nicht mehr international in Erscheinung.
Katja Rabe ist liiert mit dem schwedischen Triathleten Fredrik Croneborg (* 1980) und im Oktober 2016 kam ihre Tochter  zur Welt.

## Sportliche Erfolge
| Datum/Jahr    | Rang | Wettbewerb                          | Austragungsort | Zeit     | Bemerkung                                                                                            |
| ------------- | ---- | ----------------------------------- | -------------- | -------- | --- |
| 5. Apr. 2015  | 12   | Ironman 70.3 Putrajaya              | Putrajaya      | 05:06:22 | |
| 21. Feb. 2015 | 6    | Challenge Philippines               | Morong         | 05:24:40 | |
| 22. Nov. 2014 | 3    | Laguna Phuket Triathlon             | Phuket         | 02:59:35 | |
| 13. Apr. 2014 | 4    | Ironman 70.3 Putrajaya              | Putrajaya      | 04:52:07 | |
| 23. Sep. 2012 | 5    | ITU LD Triathlon World Series Event | Weihai         | 05:09:01 | auf der doppelten olympischen Distanz: 3 km Schwimmen, 80 km Radfahren und 20 km Laufen              |
| 21. Aug. 2012 | 3    | Viernheimer V-Card Triathlon        | Viernheim      | 02:23:41 | hinter Sonja Tajsich und Nina Kuhn                                                                   |
| 14. Juli 2012 | 10   | 5150 Zürich                         | Zürich         | 02:11:53 | [ 2 ]                                                                                                |
| 1. Juni 2012  | 4    | 5150 Berlin                         | Berlin         | 02:14:57 | |
| 19. Feb. 2012 | 2    | Ironman 70.3 Sri Lanka              | Colombo        | 04:34:13 | Zweite bei der Erstaustragung                                                                        |
| 4. Dez. 2011  | 7    | Ironman 70.3 Asia Pacific           | Phuket         | 04:40:34 | |
| 27. Nov. 2011 | 3    | Laguna Phuket Triathlon             | Phuket         | 02:59:17 | |
| 22. Aug. 2011 | 2    | Viernheimer V-Card Triathlon        | Viernheim      | 02:34:50 | Mit dem zweiten Rang sicherte sich Rabe den Sieg beim BASF Triathlon-Cup Rhein-Neckar 2011           |
| 12. Juni 2011 | 1    | Maxdorfer Triathlon                 | Maxdorf        | 04:18:40 | [ 3 ]                                                                                                |
| 29. Mai 2011  | 3    | Citytriathlon Heilbronn             | Heilbronn      | 03:31:40 | Dritte hinter Caroline Steffen und Meike Krebs                                                       |
| 5. Sep. 2010  | 2    | Frankfurt-City-Triathlon            | Frankfurt      |          | Zweite hinter Meike Krebs                                                                            |
| 20. Juni 2010 | 1    | Mittelmosel Triathlon               | Zell           |          | |
| 14. Juni 2009 | 1    | Maxdorfer Triathlon                 | Maxdorf        | 04:31:52 | Siegerin auf der Mitteldistanz (2 km Schwimmen, 85 km Radfahren und 20 km Laufen), vor Nicole Woysch |
| 19. Aug. 2007 | 4    | Ironman 70.3 Germany                | Wiesbaden      | 05:06:30 | |
| 2. Juni 2007  | 5    | Ironman 70.3 Austria                | St. Pölten     | 04:42:47 | |
| 2006          | 1    | Cologne Classic                     | Köln           | 04:47:24 | Triathlon über die Mitteldistanz                                                                     |

| Datum/Jahr    | Rang | Wettbewerb                                       | Austragungsort | Zeit     | Bemerkung                                                                                    |
| ------------- | ---- | ------------------------------------------------ | -------------- | -------- | -------------------------------------------------------------------------------------------- |
| 25. Mai 2014  | 2    | Roboman Triathlon                                | U-Tapao        | 09:27:42 | Zweite hinter Carole Fuchs                                                                   |
| 15. Sep. 2012 | 4    | MetaMan                                          | Bintan         | 09:55:52 |                                                                                              |
| 9. Okt. 2010  | 29   | Ironman Hawaii                                   | Hawaii         | 10:15:56 |                                                                                              |
| 1. Aug. 2010  | 2    | Ironman Regensburg                               | Regensburg     | 09:32:04 | Zweite hinter der Siegerin Sonja Tajsich                                                     |
| 12. Juli 2009 | 1    | DTU Deutsche Meisterschaft Triathlon Langdistanz | Roth           | 09:25:42 | Deutsche Triathlon-Meisterin auf der Langdistanz mit dem siebten Rang bei der Challenge Roth |
| 13. Juli 2008 | 9    | Ironman Austria                                  | Klagenfurt     | 09:33:49 | [ 7 ]                                                                                        |
| 3. Nov. 2007  | 17   | Ironman Florida                                  | Panama City    | 09:58:10 |                                                                                              |
| 21. Okt. 2006 | 56   | Ironman Hawaii                                   | Hawaii         | 10:24:03 |                                                                                              |
| 5. Nov. 2005  | 26   | Ironman Florida                                  | Panama City    | 10:47:06 |                                                                                              |
| 10. Juli 2005 | 34   | Ironman Germany                                  | Frankfurt      | 11:11:12 |                                                                                              |